# توم برايس (دراج)
توم برايس (بالإنجليزية: Tom Pryce) (و. 1949 – 1977 م) هو متسابق دراجات نارية، وسائق سيارة سباق بريطاني، توفي في حلبة كيالامي، عن عمر يناهز 28 عاماً، بسبب حادث مرور.